# Třída Cheon Wang Bong
Třída Cheon Wang Bong (jinak též třída LST-II) je třída tankových výsadkových lodí námořnictva Korejské republiky. Slouží k přepravě vojáků, vozidel a materiálu a jejich výsadku přímo na pobřeží. Celkem byly postaveny čtyři jednotky, z nichž první do služby vstoupila v prosinci 2014.

## Stavba
Prototypovou jednotku postavila loděnice Hanjin Heavy Industries & Construction (HHIC) v Pusanu a zbylé tři pak loděnice Hyundai Heavy Industries (HHI) v Ulsanu. Prototypová jednotka Cheon Wang Bong (686) do služby vstoupila 28. listopadu 2014 a její sesterská loď Cheon Ja Bong (687) dne 1. srpna 2017.
Jednotky třídy Cheon Wang Bong:
| Jméno                     | Spuštěna          | Vstup do služby    | Status  |
| ------------------------- | ----------------- | ------------------ | ------- |
| Cheon Wang Bong (LST-686) | 11. září 2013     | 28. listopadu 2014 | aktivní |
| Cheon Ja Bong (LST-687)   | 15. prosince 2015 | 1. srpna 2017      | aktivní |
| Il Chool Bong (LST-688)   | 25. října 2016    | 2. dubna 2018      | aktivní |
| No Jeok Bong (LST-689)    | 2. listopadu 2017 | 21. listopadu 2018 | aktivní |

## Konstrukce

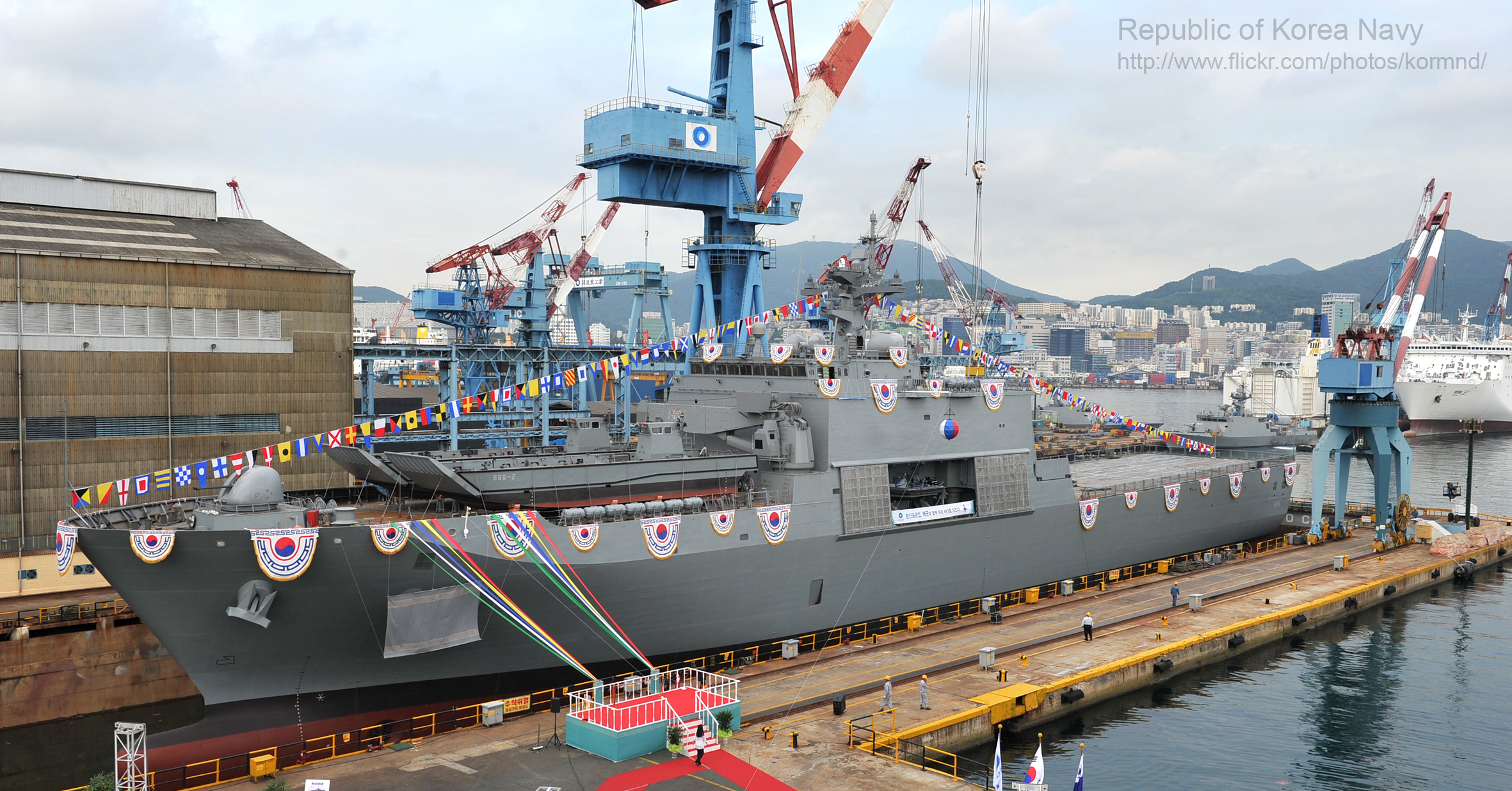
Cheonwangbong (686) při spuštění na vodu

Konstrukce lodí je vychází z předcházející třídy Gojunbong. Přepravní kapacita plavidel dovoluje naložit až 300 vojáků, takiny, vozidla a další náklad. Vozidla mohou na palubu vjíždět pomocí ramp na přídi a na zádi. Doplňkovým výsadkovým prostředkem jsou dva vyloďovací čluny LCM a vrtulníky. Jeden člun LCM může rychlostí 20 uzlů přepravit jeden tank, nebo 100 vojáků. Výzbroj tvoří 40mm kanón Nobong ve věži na přídi a čtyři vertikální vypouštěcí sil K-VLS pro šestnáct raket země-vzduch Häkung.
Elektroniku tvoří hladinový vyhledávací radar SPS-100K, 3D přehledový radar SPS-540K a navigační systém. Plavidla dále nesou systém elektronického boje LIG Nex1 SLQ-200K a dva vrhače klamných cílů Rheinmetall MASS. Přistávací plocha na zádi umožňuje operace dvou transportních vrtulníků.
Pohonný systém je koncepce CODAD. Tvoří jej čtyři diesely MAN 12V28/33D STC o celkovém výkonu 12 800 hp, pohánějící dva lodní šrouby. Nejvyšší rychlost dosahuje 23 uzlů a cestovní 18 uzlů. Dosah je 8000 námořních mil při rychlosti 12 uzlů.